# Ausee (Wädenswil)
Der Ausee befindet sich auf der Halbinsel Au im Zürichsee auf dem Gebiet der Gemeinde Wädenswil im Schweizer Kanton Zürich. Der See gehört zum Landgut Au.

## Beschreibung
Der Ausee liegt auf 405 m ü. M. auf der Westseite der Halbinsel und wird von einem Kanal aus dem Zürichsee gespeist sowie entwässert. Der künstlich angelegte See ist 4,3 Hektar gross, 350 Meter lang und knapp 150 Meter breit. Der kleine See und der Rebberg am Auhügel gehören zum Landgut Au, das 1651 von Hans Rudolf Werdmüller erworben wurde. Das heutige Gebäude im barocken Stil stammt aus den 1930er Jahren. Das Landgut gehört heute dem Kanton Zürich.
Der von Schilf umgebene Ausee ist Lebensraum verschiedener seltener Vogelarten. Entlang dem Spazierweg dauert eine Seeumrundung zu Fuss gut eine Viertelstunde. Das Baden im Ausee ist verboten, dazu muss auf die Badeanstalten am Zürichsee ausgewichen werden.

## Erreichbarkeit
Besucher, die mit dem öffentlichen Verkehr anreisen, können mit dem Zug bis zum Bahnhof Au fahren, der direkt am Ausee liegt. Ebenfalls gut erreichbar ist der See zu Fuss vom nahe gelegenen Restaurant aus. Die gesamte Halbinsel Au bietet als Ausflugsziel weitere Spazierwege, mehrere Nagelfluhhöhlen, Naturschutzzonen und eine Spielwiese.